# Sticta camarae
Sticta camarae är en lavart som beskrevs av Müll. Arg. Sticta camarae ingår i släktet Sticta och familjen Lobariaceae.   Inga underarter finns listade i Catalogue of Life.